# Улица Пальмиро Тольятти (Екатеринбург)
Улица Пальми́ро Толья́тти — улица в Юго-Западном жилом районе Екатеринбурга. Прежнее название — Тунгусская, ещё ранее относилась к улице Народной Воли.

## История
Начала застраиваться со стороны Московской ул., вначале до № 1 (1955), затем № 3 (1959), затем блочные дома 7, 9, 11, 12, 16, 18, в 1963 застроена вся четная, в 1964 — нечетная сторона улицы. В 1964 году Тунгусская улица была переименована в улицу Пальмиро Тольятти. Названа в честь генерального секретаря Итальянской коммунистической партии Пальмиро Тольятти. В том же 1964 построена Автостанция «Посадская». В 1977 сдан кирпичный дом № 19.

## Расположение и благоустройство
Улица Пальмиро Тольятти расположена между улицами Московской и Посадской. Протяжённость улицы — 700 м. Длина участка улицы с востока на запад 560 м, далее улица делает поворот на юго-запад и через 140 м перпендикулярно соединяется с улицей Посадская. Преобладающая застройка улицы сложилась в начале 1960-х годов. Нумерация домов ведётся от Московской улицы.

## Транспорт
Возле перекрёстка улиц Посадская и Пальмиро Тольятти есть остановка «Посадская улица», на которой останавливается автобусный маршрут № 58 и маршрутное такси № 083. Вдоль самой улицы автобусы не ходят.